# لیوبوف سوکولوا
لیوبوف سرگیونا سوکولوا (روسی: Любо́вь Серге́евна Соколо́ва؛ ۳۱ ژوئیهٔ ۱۹۲۱ – ۶ ژوئن ۲۰۰۱) بازیگر اهل اتحاد جماهیر شوروی سوسیالیستی بود. او در بیش از ۳۰۰ فیلم هنرنمایی کرد و برندهٔ جایزه هنرمند مردمی اتحاد جماهیر شوروی شد.
از فیلم‌ها یا برنامه‌های تلویزیونی که وی در آن نقش داشته‌است می‌توان به قدم زدن در خیابان‌های مسکو، طنز سرنوشت، درناها پرواز می‌کنند، دن آرام، نغمه یک سرباز، نامت را به‌خاطر بسپار، جنایت و مکافات، چند روز از زندگی ابلوموف و سی و سه اشاره کرد.
وی همچنین برندهٔ جوایزی همچون مدال دفاع از لنینگراد، جایزه هنرمند مردمی اتحاد جماهیر شوروی، مدال دفاع از لنینگراد و هنرمند مردمی جمهوری شوروی فدراتیو سوسیالیستی روسیه  شده‌است.